# Halleneuropameisterschaften im Bogenschießen 2010
Die 12. Halleneuropameisterschaften im Bogenschießen wurden vom 16. bis 20. März 2011 im kroatischen Poreč ausgetragen.

## Ergebnisse

### Recurvebogen
| Disziplin         | Gold                                                         | Silber                                                  | Bronze                                                             |
| ----------------- | ------------------------------------------------------------ | ------------------------------------------------------- | ------------------------------------------------------------------ |
| Männer Einzel     | Sebastian Rohrberg                                           | Michele Frangilli                                       | Markijan Iwaschko                                                  |
| Frauen Einzel     | Natalia Valeeva                                              | Coby Hurkmans                                           | Natalja Erdynijewa                                                 |
| Männer Mannschaft | Italien Massimiliano Mandia Marco Galiazzo Michele Frangilli | Ukraine Wiktor Ruban Walentin Jawtura Markijan Iwaschko | Frankreich Jean-Charles Valladont Olivier Tavernier Damien Pigeuad |
| Frauen Mannschaft | Ukraine Nina Myltschenko Wiktorija Kowal Tetjana Dorochowa   | Italien Pia Lionetti Elena Tonetta Natalia Valeeva      | Georgien Chatuna Narimanidse Kristine Essebua Asmat Diasamidse     |

### Compoundbogen
| Disziplin         | Gold                                                                | Silber                                               | Bronze                                                          |
| ----------------- | ------------------------------------------------------------------- | ---------------------------------------------------- | --------------------------------------------------------------- |
| Männer Einzel     | Sergio Pagni                                                        | Morten Bøe                                           | Peter Elzinga                                                   |
| Frauen Einzel     | Anna Stanieczek                                                     | Ivana Buden                                          | Wiktorija Balschanowa                                           |
| Männer Mannschaft | Frankreich Dominique Genet Christophe Doussot Pierre-Julien Deloche | Italien Antonio Carminio Sergio Pagni Herian Boccali | Dänemark Patrick Laursen Martin Damsbo Nicklas Friese           |
| Frauen Mannschaft | Kroatien Tanja Zorman Lana Koller Ivana Buden                       | Italien Amalia Stucchi Laura Longo Eugenia Salvi     | Russland Wiktorija Balschanowa Albina Loginowa Natalja Awdejewa |

## Medaillenspiegel
| Platz  | Land        | Gold | Silber | Bronze | Gesamt |
| ------ | ----------- | ---- | ------ | ------ | ------ |
| 1      | Italien     | 3    | 4      | –      | 7      |
| 2      | Ukraine     | 1    | 1      | 1      | 3      |
| 3      | Kroatien    | 1    | 1      | –      | 2      |
| 4      | Frankreich  | 1    | –      | 1      | 2      |
| 5      | Deutschland | 1    | –      | –      | 1      |
| 5      | Polen       | 1    | –      | –      | 1      |
| 7      | Niederlande | –    | 1      | 1      | 2      |
| 8      | Norwegen    | –    | 1      | –      | 1      |
| 9      | Russland    | –    | –      | 3      | 3      |
| 10     | Dänemark    | –    | –      | 1      | 1      |
| 10     | Georgien    | –    | –      | 1      | 1      |
| Gesamt | Gesamt      | 8    | 8      | 8      | 24     |